# Кабаново (Орехово-Зуевский район)
Каба́ново — деревня в Московской области. Входит в Орехово-Зуевский городской округ. Население — 2341 чел. (2010).

## География

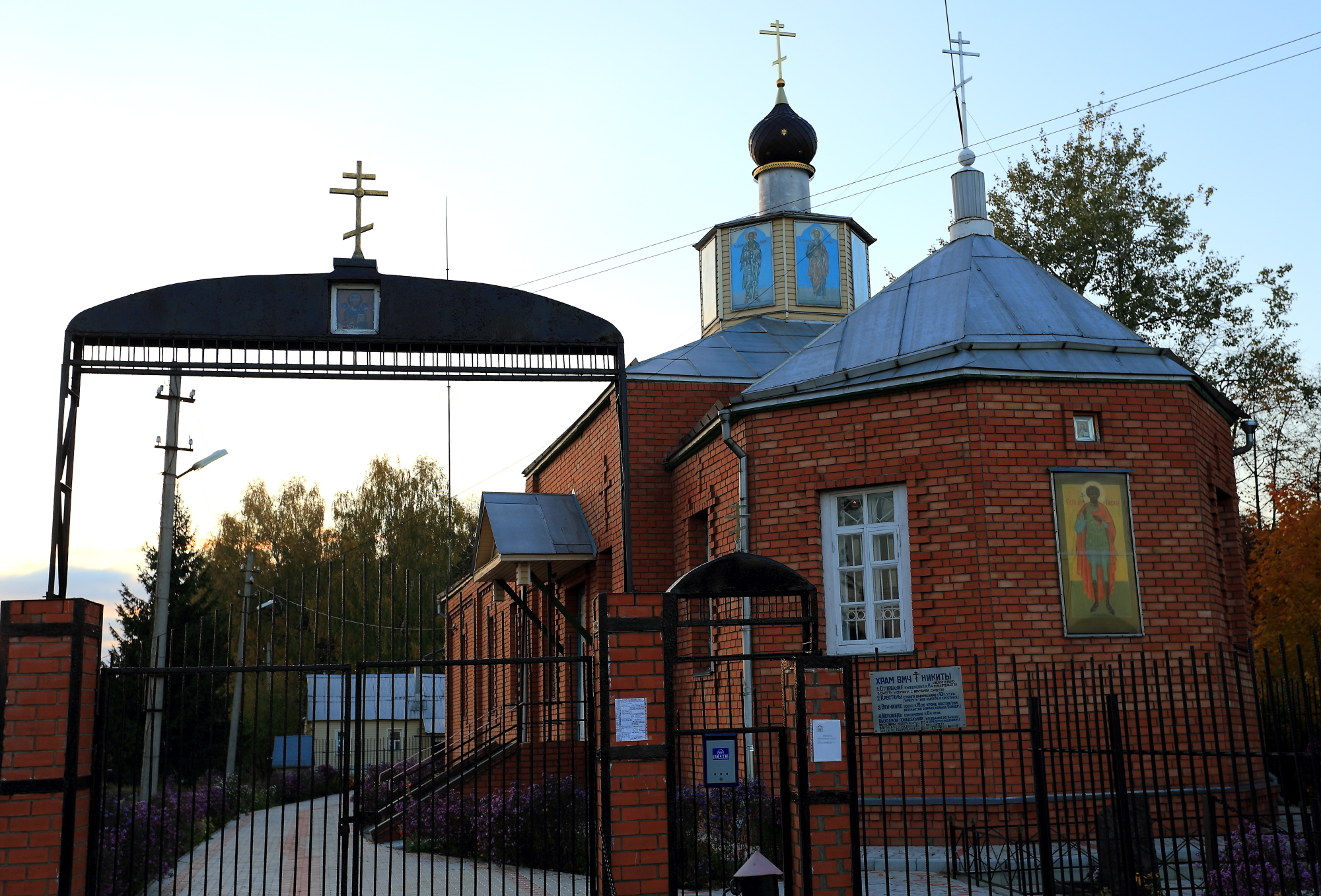
Церковь Никиты Мученика

Деревня Кабаново расположена в северной части Орехово-Зуевского района, примерно в 4 км к югу от города Орехово-Зуево. В 1,5 км к северо-западу от деревни протекает река Клязьма. Высота над уровнем моря 135 м. В деревне 1 улица — Зелёная. Ближайший населённый пункт — деревня Емельяново.

## Название
Название связано с некалендарным личным именем Кабан.

## История
До 1764 года деревня относилось к Сенежской волости. В 1905 году входила в состав Кудыкинской волости Покровского уезда Владимирской губернии.
В 1926 году деревня являлась центром Кабановского сельсовета Кудыкинской волости Орехово-Зуевского уезда Московской губернии.
С 1929 года — населённый пункт в составе Орехово-Зуевского района Орехово-Зуевского округа Московской области, с 1930-го, в связи с упразднением округа, — в составе Орехово-Зуевского района Московской области.
В 1840 году деревня принадлежала подполковнику Михаилу Петровичу Свечину.
В Кабаново для противодействия старообрядчеству на средства фабриканта А. В. Смирнова был перенесен купленный в Дубровке деревянный храм с престолом во имя святого великомученика Никиты. С 1891 года при храме действовала церковно-приходская школа, в которой в 1895/96 учебном году обучались 69 учащихся. Храм практически не закрывался в годы советской власти. В 1974—1976 годах в храме служил иерей Димитрий Дудко, в начале 1980-х работал алтарником будущий архимандрит Герман (Хапугин).
До муниципальной реформы 2006 года Кабаново входило в состав Горского сельского округа Орехово-Зуевского района.
До 2018 года входило в состав сельского поселения Горское.

## Население
В 1637-47 годах — 3 двора крестьянских и 3 двора бобыльских. В 1705 году — 17 дворов с населением 53 души мужского пола. В 1859 году была казённой деревней (61 двор с населением 187 душ мужского пола), 209 — женского. В 1895 году — 112 дворов с общим населением 753 жителя. В 1905 году в деревне проживало 611 человек (12 дворов). В 1926 году в деревне проживало 639 человек (303 мужчины, 336 женщин), насчитывалось 131 хозяйство, из которых 113 было крестьянских. По переписи 2002 года — 2492 человека (1115 мужчин, 1377 женщин).
| 1926 | 2002  | 2006  | 2010  |
| ---- | ----- | ----- | ----- |
| 639  | ↗2492 | ↘2453 | ↘2341 |